# Elecciones generales de Austria de 2006
Las elecciones generales de Austria de 2006 fueron unas elecciones celebradas en el ciclo legislativo austriaco normal. Se llevaron a cabo el día 1 de octubre.

## Lectura de los resultados
En estas elecciones generales, el Partido Popular volvió a sus escaños habituales de antes de las elecciones de 2002. Por su parte, los socialdemócratas continuaron con su camino de perdida de votos comenzado en las anteriores elecciones de 2002.
Por otro lado, los verdes y los nacionalistas aumentaron tímidamente sus votos. Fue una buena noticia para los ecologistas que continuaban con su tímido aumento elección tras elección. Los nacionalistas en cambio, agradecieron la corta recuperación tras la estrepitosa bajada de votantes en las elecciones de 2002.

Gráfico de columnas donde se muestra el porcentaje de votos en las elecciones de 2006 (en claro) comparadas a las de 2002 (en semi-transparente).